# Cirsium pannonicum
Il cardo serretta (nome scientifico Cirsium pannonicum (L.f.) Link, 1822) è una pianta erbacea perenne, appartenente alla famiglia delle Asteraceae.

## Etimologia
Il nome del genere (cirsium) deriva dalla parola greca kirsos = varice; da questa radice deriva poi la denominazione Kirsion, un vocabolo che sembra servisse ad identificare una pianta usata per curare questo tipo di malattia. Da kirsion in tempi moderni il botanico francese Tournefort (1656 - 708) derivò il nome Cirsium dell'attuale genere.

Il nome italiano “cardo” è abbastanza generico in quanto nel linguaggio comune si riferisce a diversi generi e specie di piante. Tra i generi che vengono chiamati direttamente “cardo”, oppure hanno una o più specie che comunemente si chiamano con questo nome citiamo: Carduus, Carduncellus, Carlina, Centaurea, Cnicus, Cynara, Echinops, Galactites, Jurinea, Onopordum, Scolymus, Silybum, Tyrimnus, tutti della famiglia delle Asteraceae. Ma anche in altre famiglie abbiamo dei generi con delle specie che volgarmente vengono chiamate “cardi” : il genere Eryngium della famiglia delle Apiaceae o il genere Dipsacus della famiglia delle Dipsacaceae.

Il binomio scientifico della pianta di questa voce è stato proposto inizialmente dal naturalista svedese Carl von Linné jr. (20 gennaio 1741 – 1º novembre 1783) e perfezionato successivamente dal biologo, botanico e naturalista tedesco Johann Heinrich Friedrich Link (Hildesheim, 2 febbraio 1767 – Berlino, 1º gennaio 1851) nella pubblicazione ”Enumeratio plantarum horti regii botanici Berolinensis altera. Berlin” del 1822.

L'epiteto specifico (pannonicum = dalla Pannonia) deriva dalle zone dei primi ritrovamenti di questo fiore.

## Descrizione
La pianta è del tipo erbaceo - perenne e può raggiungere un'altezza di 40 – 60 cm. La forma biologica della specie è emicriptofita scaposa ("H scap"); sono piante perennanti per mezzo di gemme poste al suolo e con fusto allungato ed eretto con poche foglie (non cespuglioso).

### Radici
Le radici sono secondarie da rizoma.

### Fusto
- Parte ipogea: è del tipo a rizoma obliquo.
- Parte epigea: consiste in un fusto eretto, a sezione angolosa e ragnateloso nella parte alta (più o meno glabrescente).

### Foglie

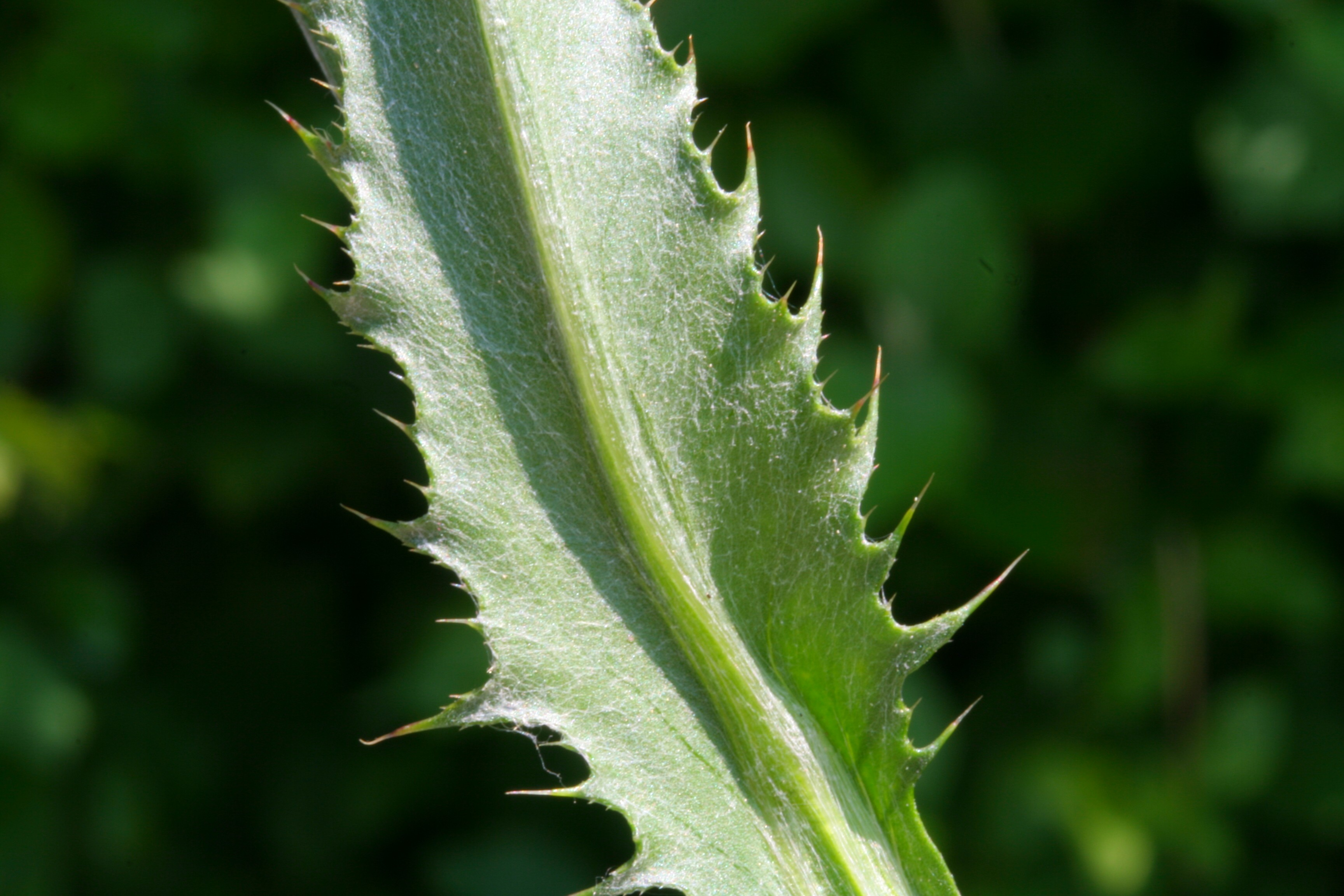
Foglia
Località: Villa Prima, Limana (BL), 350 m s.l.m. – 23/05/2009

Praticamente sono presenti solo foglie basali a forma lineare - spatolata con la base decorrente lungo il fusto per 1 – 2 cm; il margine fogliare è finemente dentellato, mentre la superficie superiore è provvista di setole mentre quella inferiore ha una pelosità grigio - tomentosa (sparsamenre aracnoidee). Quelle cauline sono molto ridotte e spesso assenti; terminano comunque con un apice acuminato. Dimensione delle foglie: quelle basali sono larghe 2 cm e lunghe 15 – 18 cm; quelle cauline inferiori sono larghe 2 cm e lunghe 12 – 15 cm.; quelle cauline superiori sono larghe 0,7 cm e lunghe 5 cm.

### Infiorescenza

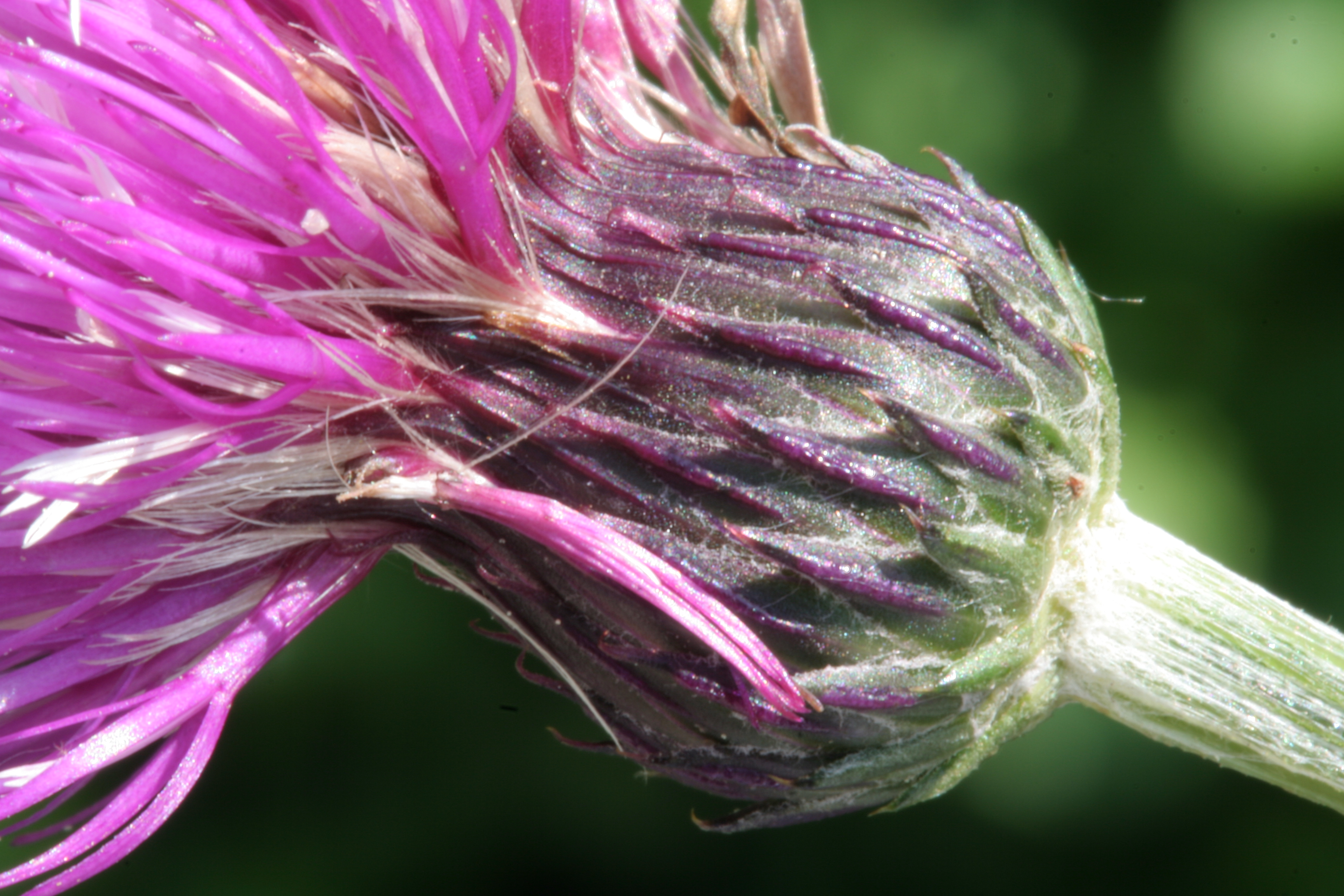
Involucro con le squame
Località: Villa Prima, Limana (BL), 350 m s.l.m. – 23/05/2009

L'infiorescenza è composta da capolini isolati al termine di lunghi rami afilli (nudi senza foglie). I fiori sono racchiusi in un involucro a forma ovale ricoperti da squame appressate, acute e prive di margine scarioso (quelle superiori terminano assottigliate in una punta acuta). Dimensione del capolino : 8 – 30 mm di diametro; dimensione dell'involucro: larghezza 13 – 19 mm; lunghezza 13 mm. Dimensioni delle squame: quelle inferiori sono larghe 2 mm e lunghe 3 mm; quelle superiori sono larghe 1,5 mm e lunghe 12 mm. All'interno dell'involucro un ricettacolo fa da base ai fiori.

### Fiori

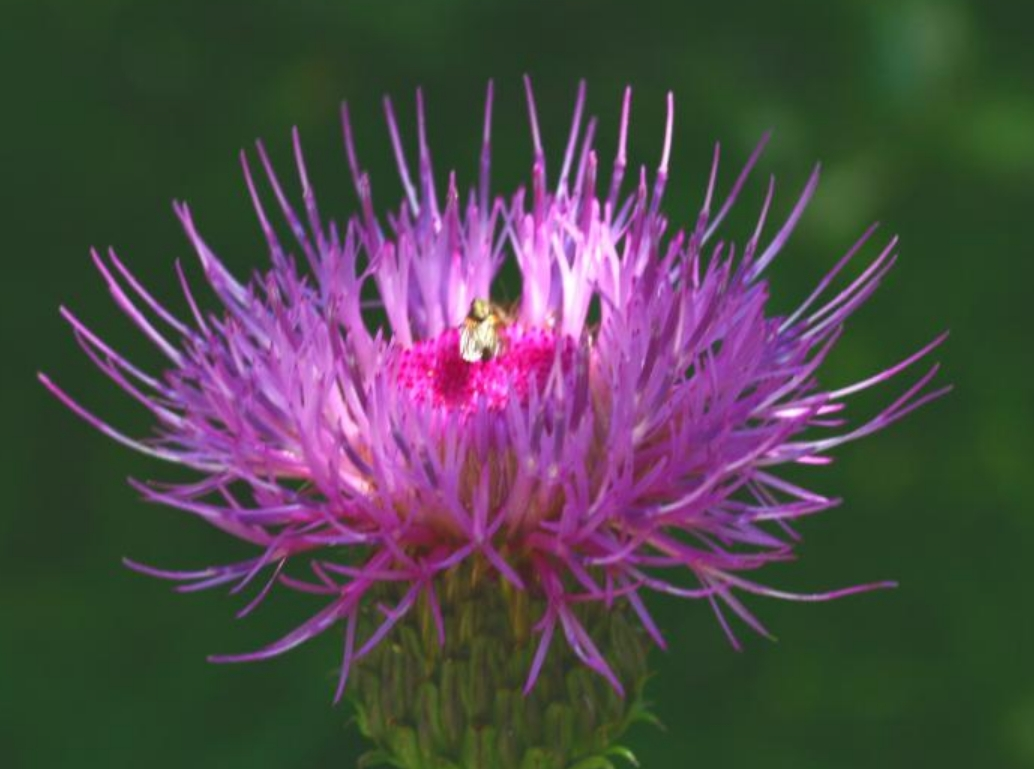
Capolino con fiori tubulosi

I fiori del capolino sono tutti tubulosi (il tipo ligulato, presente nella maggioranza delle Asteraceae, qui è assente), sono inoltre ermafroditi, tetraciclici (calice– corolla – androceo – gineceo) e pentameri (ogni verticillo ha 5 elementi).
- Formula fiorale :

- /x K {\displaystyle \infty }, [C (5), A (5)], G 2 (infero), achenio

- Calice: i sepali del calice sono ridotti al minimo (una coroncina di scaglie).
- Corolla: il colore della corolla è rosso vinoso; è lunga 14 – 20 mm; ha la forma tubolare con 5 lobi. Dimensioni medie delle varie parti della corolla: lunghezza del tubo 6 – 9 mm; lunghezza della gola 5 – 7 mm; lunghezza dei lobi 3 – 5 mm.
- Androceo: gli stami sono 5 ed hanno dei filamenti liberi e papillosi che possiedono la particolarità di compiere dei movimenti per liberare il polline. Le antere sono caudate alla base (hanno una coda corta).
- Gineceo: l'ovario è infero; gli stigmi sono glabri (hanno un ciuffo di peli solo all'apice dello stilo che sporge rispetto alla corolla). La superficie stigmatica è posta all'interno degli stigmi.[15]
- Fioritura: da maggio ad agosto.

### Frutti
I frutti sono dei brevi acheni sormontati da un pappo composto da setole piumose disposte in più file riunite alla base. Lunghezza del pappo: 13 – 16 mm.

## Biologia
- Impollinazione: l'impollinazione avviene tramite insetti (impollinazione entomogama) o eventualmente ad opera del vento (impollinazione anemogama). Gli insetti sono farfalle diurne e notturne (lepidotteri, falene e coleotteri) e api.
- Riproduzione: la fecondazione avviene fondamentalmente tramite l'impollinazione dei fiori (vedi sopra).
- Dispersione: i semi cadendo a terra (dopo essere stati trasportati per alcuni metri dal vento per merito del pappo – disseminazione anemocora) sono successivamente dispersi soprattutto da insetti tipo formiche (disseminazione mirmecoria).

## Distribuzione e habitat

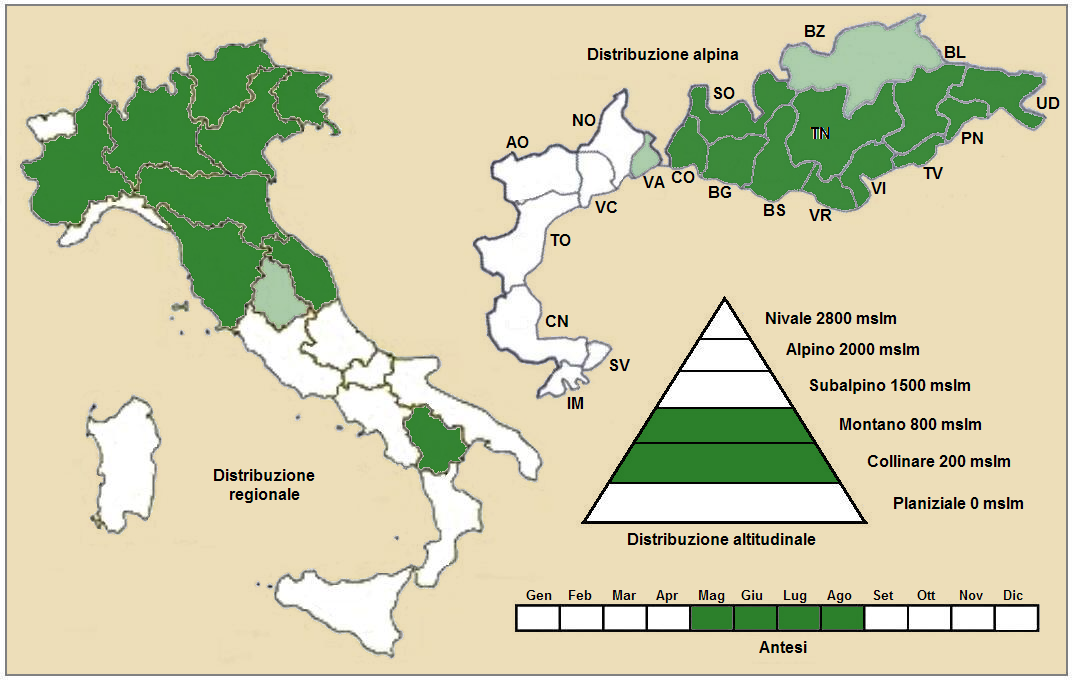
Distribuzione della pianta
(Distribuzione regionale – Distribuzione alpina)

- Geoelemento: il tipo corologico è "Sud Est Europeo - Pontico" si tratta di un areale localizzato nella regione Carpatico – Danubiana ma anche di un areale con centro le coste del Mar Nero.
- Distribuzione: In Europa è presente soprattutto nel Nord – Est: dai Monti Balcani fino ai Carpazi[17]. In Italia è rara nelle Alpi Orientali e rarissima negli Appennini centrali. Sempre nelle Alpi, ma fuori dall'Italia, si trova in Austria (Länder della Carinzia, e dell'Austria Inferiore)[17].
- Habitat: in Italia questa pianta si trova sui prati e pendii aridi e pascoli a fondo calcareo, ma è comune anche ai margini erbacei dei boschi e nei megaforbieti e popolamenti a felci. A latitudini più basse frequenta i querceti e ostrieti termofili, sub mediterranei. Evita i prati troppo umidi. Il substrato preferito è calcareo ma anche calcareo/siliceo con pH basico, bassi valori nutrizionali del terreno che deve essere secco.[17]
- Distribuzione altitudinale: da 200 fino a 1.500 m s.l.m.; da un punto di vista altitudinale questa specie frequenta il piano vegetazionale collinare e quello montano.

### Fitosociologia

#### Areale alpino
Dal punto di vista fitosociologico alpino Cirsium pannonicum appartiene alla seguente comunità vegetale:
Formazione: delle comunità a emicriptofite e camefite delle praterie rase magre secche
Classe: Festuco-Brometea
Ordine: Festucetalia valesiacae
Alleanza: Cirsio-Brachypodion

#### Areale italiano
Per l'areale completo italiano Cirsium pannonicum appartiene alla seguente comunità vegetale:
Macrotipologia: vegetazione delle praterie.
Classe: Festuco valesiacae-brometea erecti Br.-Bl. & Tüxen ex Br.-Bl., 1949
Ordine: Scorzonero villosae-chrysopogonetalia grylli Horvatić & Horvat in Horvatić, 1963
Alleanza: Hypochoeridion maculatae Horvatic ex Terzi, 2011
Descrizione: l'alleanza Hypochoeridion maculatae è relativa alle praterie perenni mesofile che si sviluppano su substrati carbonatici con livelli di umidità maggiore rispetto ad altre alleanze vicine. I macroclimi interessati sono da quello temperato al piano bioclimatico supratemperato inferiore (sotto i 1.200 m s.l.m. - zona delle faggete termofile). La distribuzione di questa alleanza si estende per tutta la regione illirica. In Italia è tipica delle Prealpi (specialmente nel Veneto-Friuli). In assenza di utilizzazioni (sfalci o pascolo non intensivo) l'alleanza si evolve verso un rapido incespugliamento.
Specie presenti nell'associazione: Rhinanthus freynii, Cirsium pannonicum, Dianthus carthusianorum subsp. sanguineus, Dorycnium herbaceum, Ferulago galbanifera, Danthonia alpina, Thymus pulegioides, Prunella laciniata, Orchis ustulata, Medicago falcata, Ranunculus bulbosus, Ononis spinosa, Aster linosyris, Agrostis tenuis, Carex montana, Trifolium rubens, Genista tinctoria, Avenula praeusta, Crocus vernus subsp. albiflorus, Traunsteinera globosa, Genziana cruciata, Hypochoeris maculata, Serapias vomeracea, Onobrychis arenaria subsp. arenaria, Linum viscosum, Campanula glomerata
Altre alleanze per questa specie sono:
- Dictamno albi-Ferulagion galbaniferae
- Cirsio-Brachypodion pinnati
- Scorzonerion villosae
- Hypochoeridion maculatae

## Tassonomia
La famiglia di appartenenza di questa voce (Asteraceae o Compositae, nomen conservandum) probabilmente originaria del Sud America, è la più numerosa del mondo vegetale, comprende oltre 23.000 specie distribuite su 1.535 generi, oppure 22.750 specie e 1.530 generi secondo altre fonti (una delle checklist più aggiornata elenca fino a 1.679 generi). La famiglia attualmente (2021) è divisa in 16 sottofamiglie.
Cardueae è una delle 4 tribù della sottofamiglia Carduoideae. La tribù Cardueae a sua volta è suddivisa in 12 sottotribù (la sottotribù Carduinae è una di queste). Il genere Cirsium elenca 435 specie con una distribuzione cosmopolita, 35 delle quali sono presenti spontaneamente sul territorio italiano.

### Filogenesi
Il genere di questa voce è inserito nel gruppo tassonomico della sottotribù Carduinae. In precedenza provvisoriamente era inserito nel gruppo tassonomico informale "Carduus-Cirsium Group". La posizione filogenetica di questo gruppo nell'ambito della sottotribù è abbastanza vicina al "core" della sottotribù (con il genere Carduus forma un "gruppo fratello") e dalle analisi molecolari è stato calcolato in 7,2 milioni di anni fa la separazione di questo genere dal resto del gruppo (è stato l'ultimo a separarsi).

Il genere Cirsium spesso viene botanicamente “confuso” con altri generi come quello del Carduus o Cnicus (e di altri ancora). Le specie del primo genere ad esempio sono molto simili a quelle del Cirsium, anche se una certa distinzione è possibile servendosi dell'aspetto del pappo (in Cirsium è formato da setole piumose; mentre in Carduus è composto da pagliette denticolate scabre).

Il genere Cirsium appartiene alla tribù delle Cardueae (da alcuni autori indicata come Cynareae), tribù che il Sistema Cronquist assegna alla sottofamiglia Cichorioideae e che invece la classificazione APG colloca nella sottofamiglia Carduoideae..

Il numero cromosomico di Cirsium pannonicum è 2n=34.

Il basionimo per questa specie è: Carduus pannonicus L.f., 1782

Sandro Pignatti nella sua ”Flora d'Italia” segnala una varietà nel modenese e nelle Marche: Cirsium pannonicum var. glomeratum (l'infiorescenza è formata da 2 – 5 capolini riuniti all'apice del fusto). Varietà che però non è più stata confermata in seguito e inserita nelle più recenti checklist della flora spontanea italiana.
I caratteri distintivi di questa specie nell'ambito del genere sono:
- il colore della corolla è purpureo;
- la superficie superiore delle foglie è priva di spine;
- il fusto è sviluppato normalmente;
- le foglie sono più o meno decorrenti;

Questi caratteri sono condivisi con le seguenti specie (sono indicati anche alcuni caratteri distintivi per ogni specie):
- Cirsium monspessulanum  (L.) Hill.  - Cardo di Montpellier: il fusto è eretto, semplice e nudo nella parte alta; le foglie sono glabre e coriacee con margine cartilagineo e giallastro con spine intervallate; l'infiorescenza è corimbosa con involucri a forma di bicchiere.
- Cirsium palustre  (L. ) Scop.  - Cardo di palude: le squame dell'involucro sono chiazzate di bruno e progressivamente ristrette in una breve spina apicale; si presenta con un lungo fusto eretto (fino a 2 metri); le foglie sono sparse lungo il fusto e l'infiorescenza è formata da alcuni capolini terminali.
- Cirsium creticum  (Lam.) d'Urv. - Cardo cretese: le squame dell'involucro all'apice sono striate di rosso – purpureo e possiedono una robusta e lunga spina (fino a 1/3 della squama stessa); in genere è ramosa con fusto bianco – tomentoso.
- Cirsium canum  (L.) All.  - Cardo biancheggiante: le foglie basali hanno la lamina oblanceolato – spatolata; le foglie cauline sono ridotte e di forma lineare, sono inoltre amplessicauli; i capolini hanno un lungo peduncolo e l'involucro è emisferico; la corolla è purpurea.

#### Altre specie simili
- Cirsium heterophyllum (L.) Hill - Cirsio falso elenio: è un po' meno alto con capolini più grandi e piriformi, le foglie non sono decorrenti e le spine sono nulle o deboli.
- Cirsium arvense (L.) Scop.  - Cirsio dei campi: il portamento è più ramoso con molto capolini più piccoli. La corolla è violaceo-pallida e il lembo (parte del fiore tubuloso corrispondente grossomodo alle fauci più le 5 lacinie terminali) è più lungo del tubo basale.

### Ibridi
Nell'elenco seguente sono indicati alcuni ibridi interspecifici:
- Cirsium × smirnovii Gubanov - Ibrido con Cirsium heterophyllum (L.) Hill 
- Cirsium × kornhuberi Heimerl, 1885 - Ibrido con Cirsium rivulare (Jacq.) All.
- Cirsium pannonicumi × oleraceum L.

Nella "Flora d'Italia" (edizione 2028) è segnalato l'ibrido C. xfreyerianum W.D.J. Koch (ibrido tra C. pannonicum e C. acaule) trovato nel Carso Triestino (monte Lanaro).

#### Foto ibrido pannonicum x eleraceum

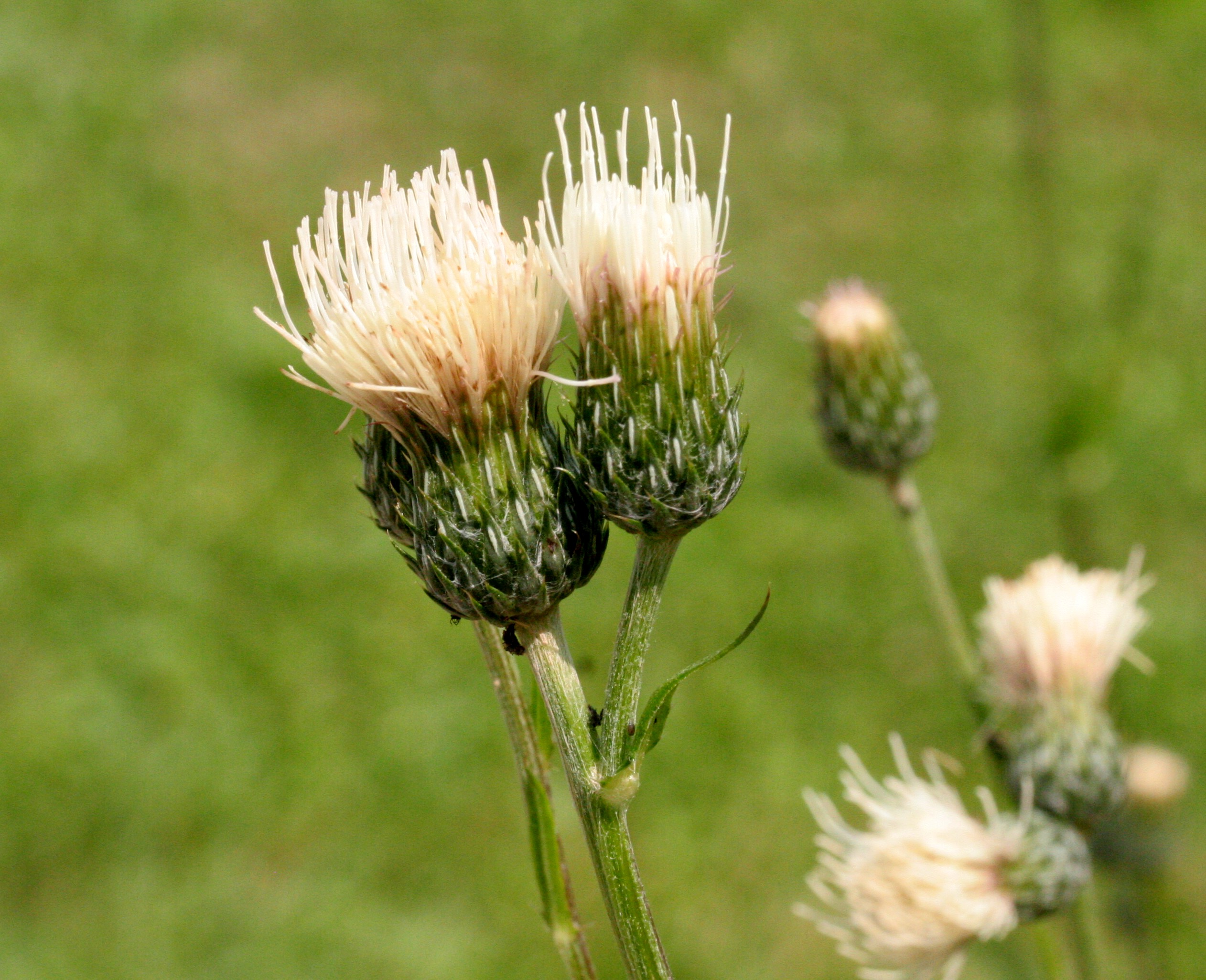
Località: Giardino Botanico Alpino "Giangio Lorenzoni", Pian Cansiglio, Tambre (BL), 1000 m s.l.m. – 04/07/2008
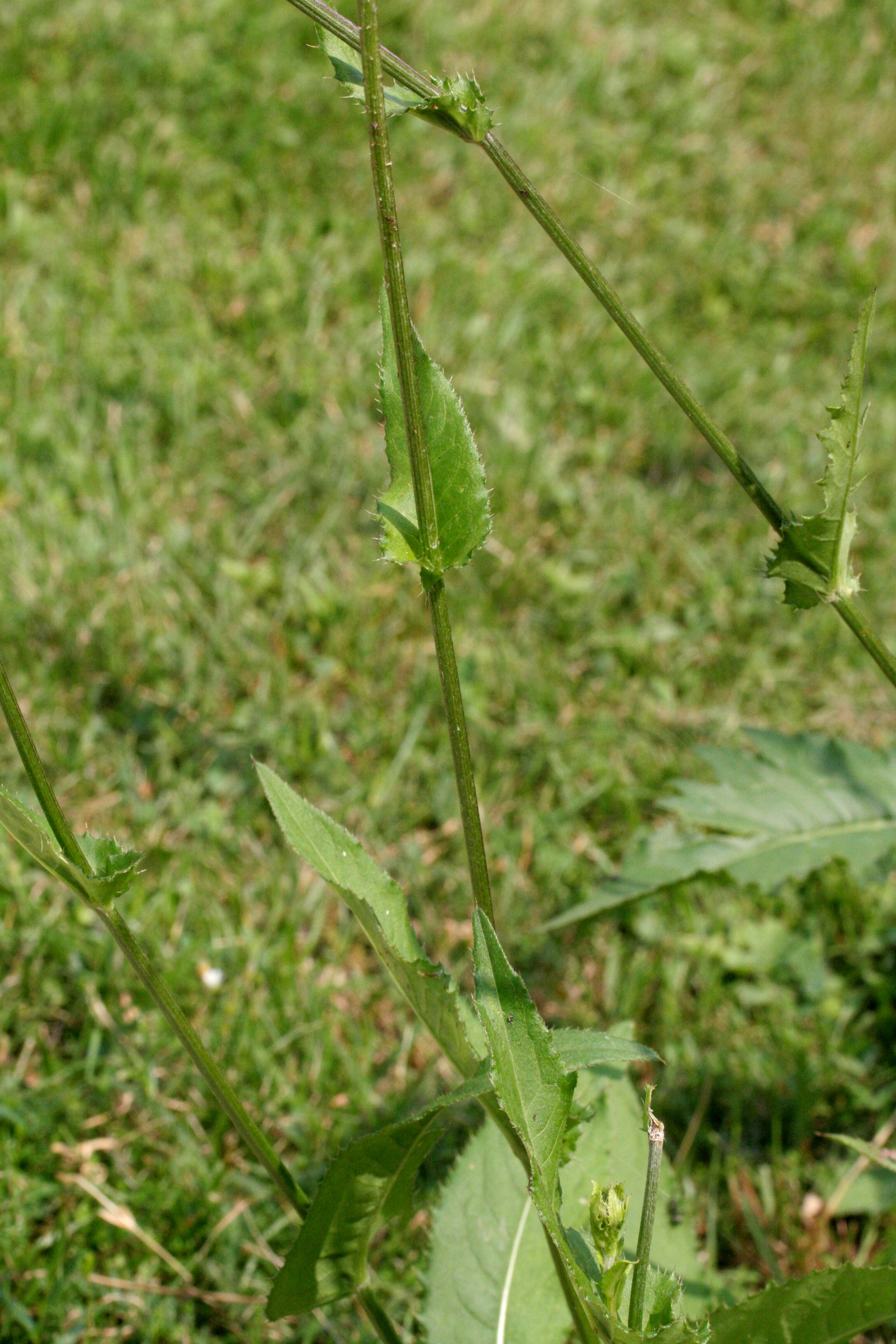
Località: Giardino Botanico Alpino "Giangio Lorenzoni", Pian Cansiglio, Tambre d'Alpago (BL), 1000 m s.l.m. – 04/07/2008
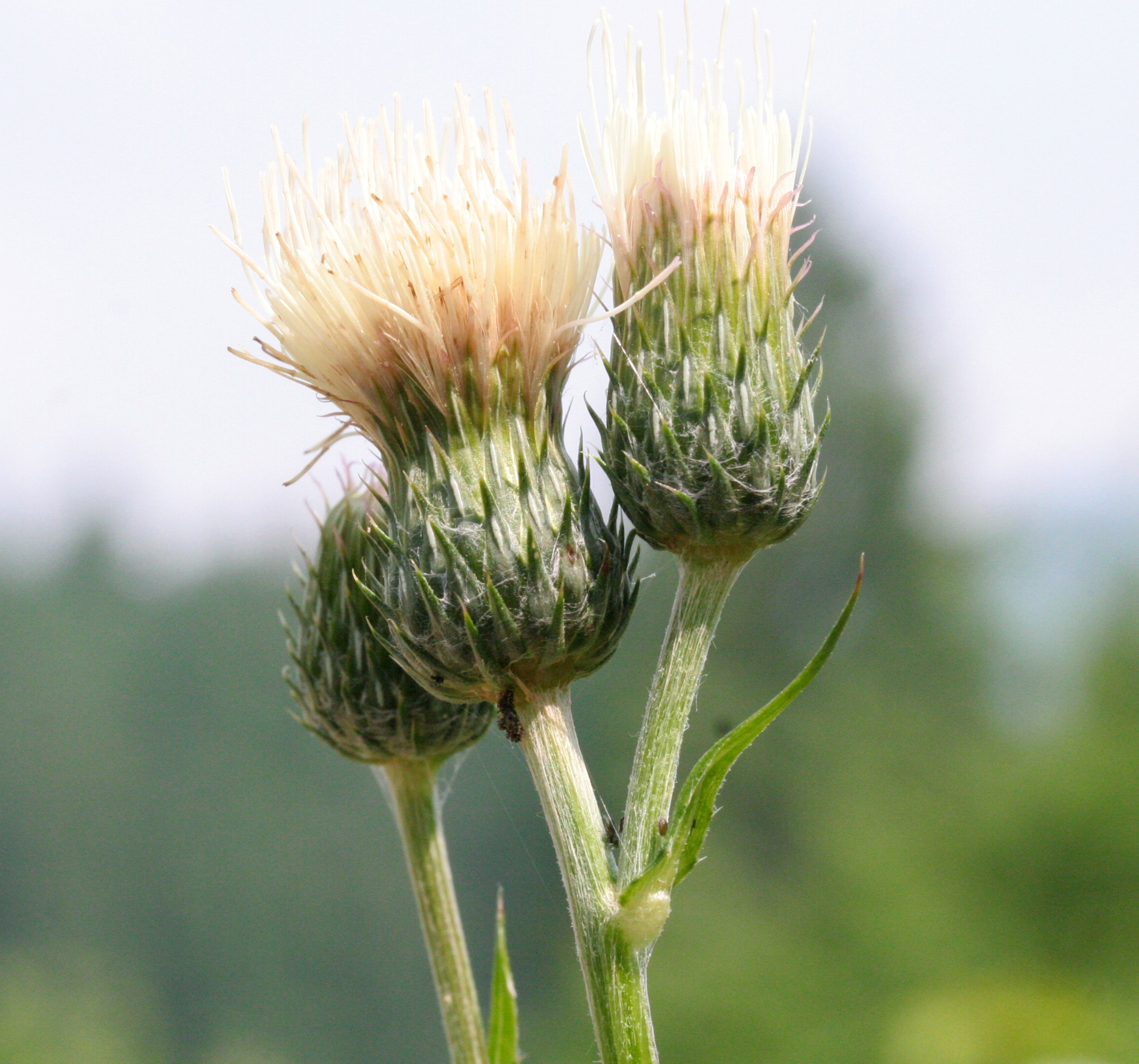
Località: Giardino Botanico Alpino "Giangio Lorenzoni", Pian Cansiglio, Tambre d'Alpago (BL), 1000 m s.l.m. – 04/07/2008
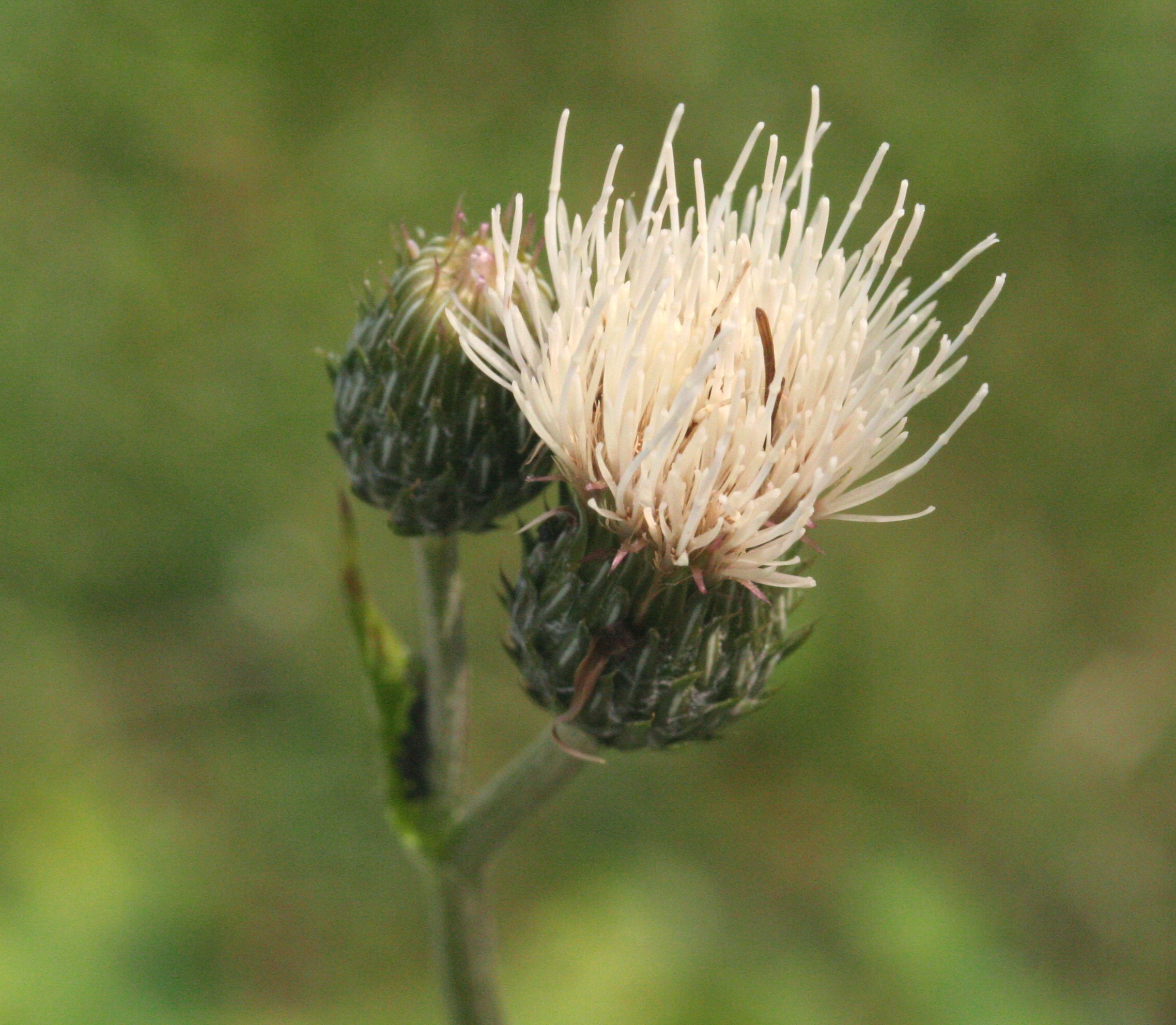
Località: Giardino Botanico Alpino "Giangio Lorenzoni", Pian Cansiglio, Tambre d'Alpago (BL), 1000 m s.l.m. – 04/07/2008

### Sinonimi
La specie “Cardo sarretta”, in altri testi, può essere chiamata con nomi diversi. L'elenco seguente indica alcuni tra i sinonimi più frequenti:
- Carduus pannonicus L.f., 1782
- Carduus serratuloides  Jacq.
- Cirsium canum subsp. pannonicum  (L. f.) Stoj. & Stef.
- Cirsium dollinerii  Sch.Bip. ex Hausm.
- Cirsium pseudo-canum  Schur
- Cirsium serratuloides  Scop.
- Cirsium subsagittatum  Schur
- Cirsium pseudo-oleraceum  Schur
- Cirsium zugazae  Losa & P.Monts.
- Cnicus pannonicus  (L.f.) Vest
- Cnicus pannonicus Host

## Altre notizie
Il Cirsio pannonico in altre lingue viene chiamata nei seguenti modi:
- (DE)  Ungarische Kratzdistel
- (FR)  Cirse de Hongrie

## Galleria d'immagini

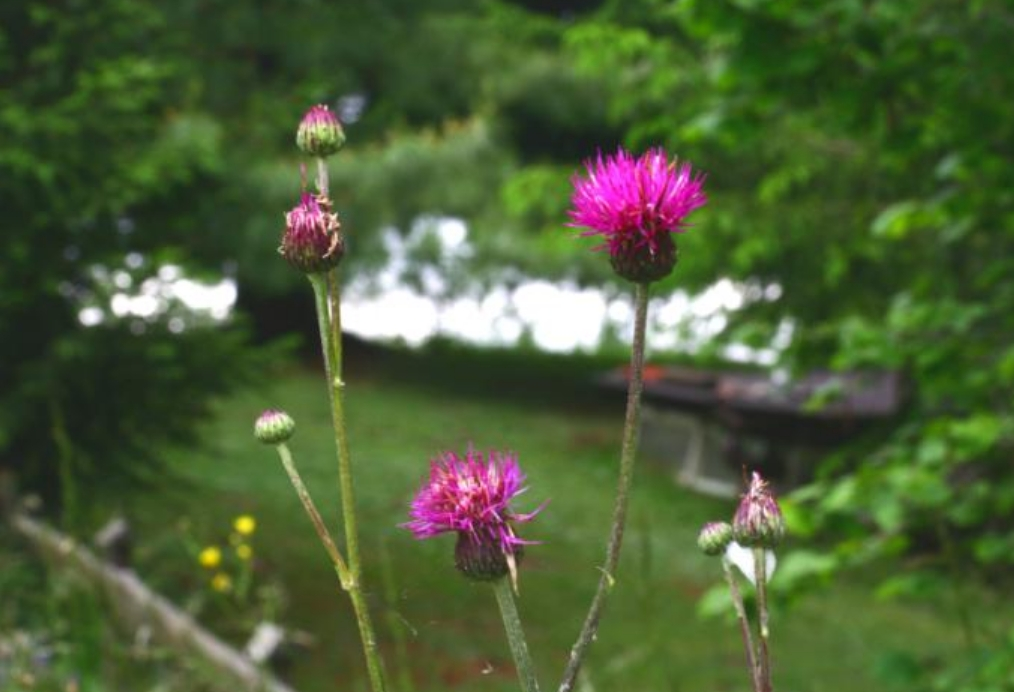
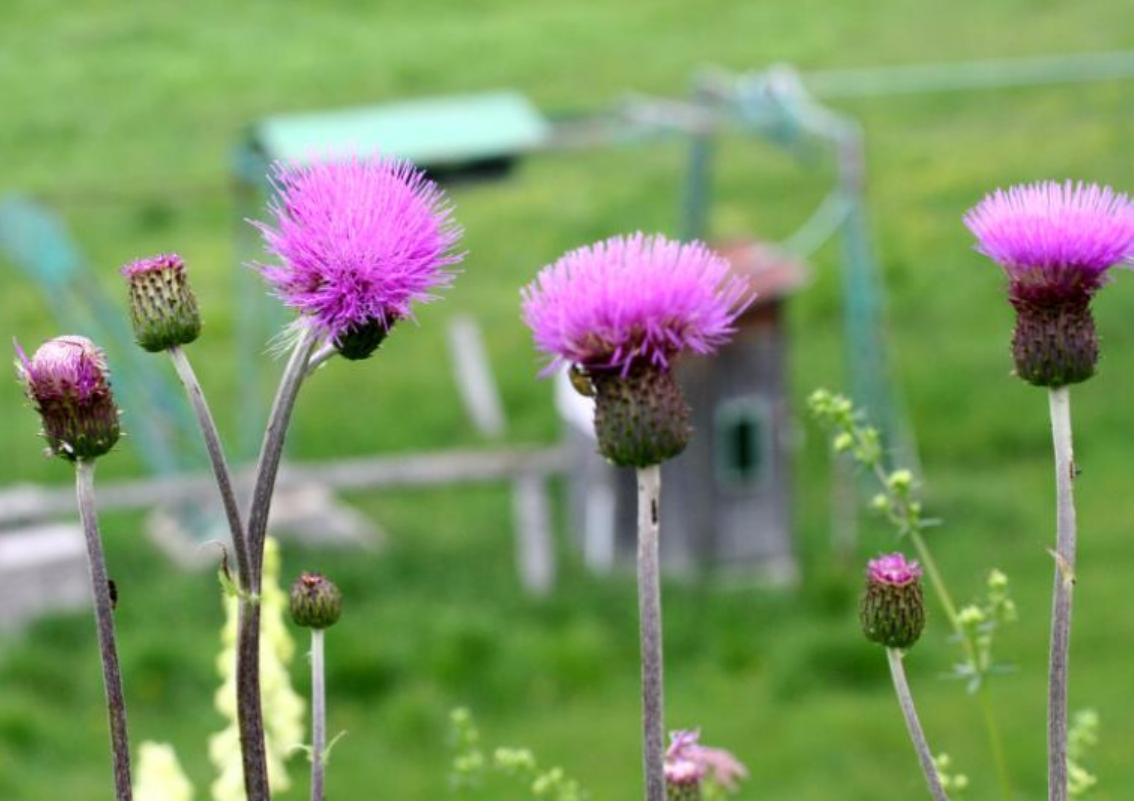
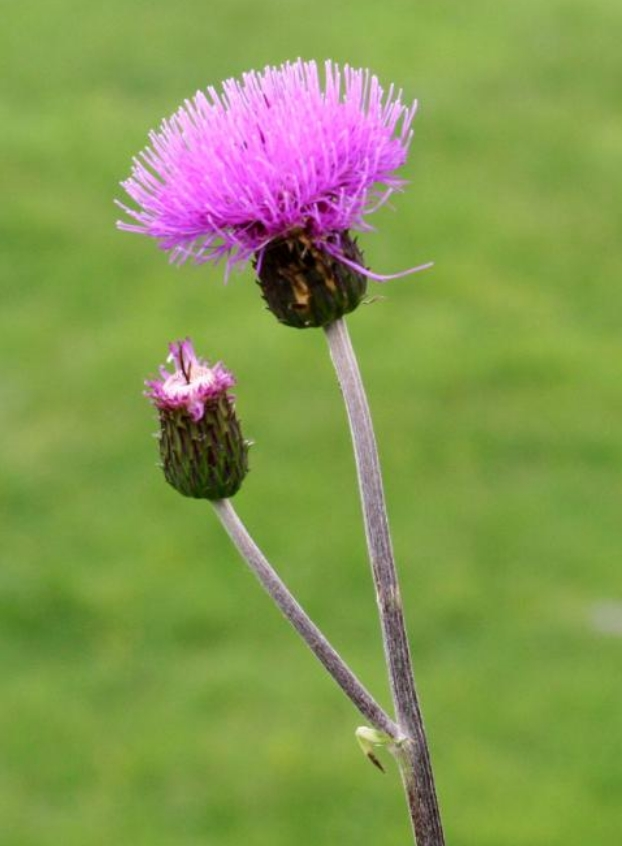
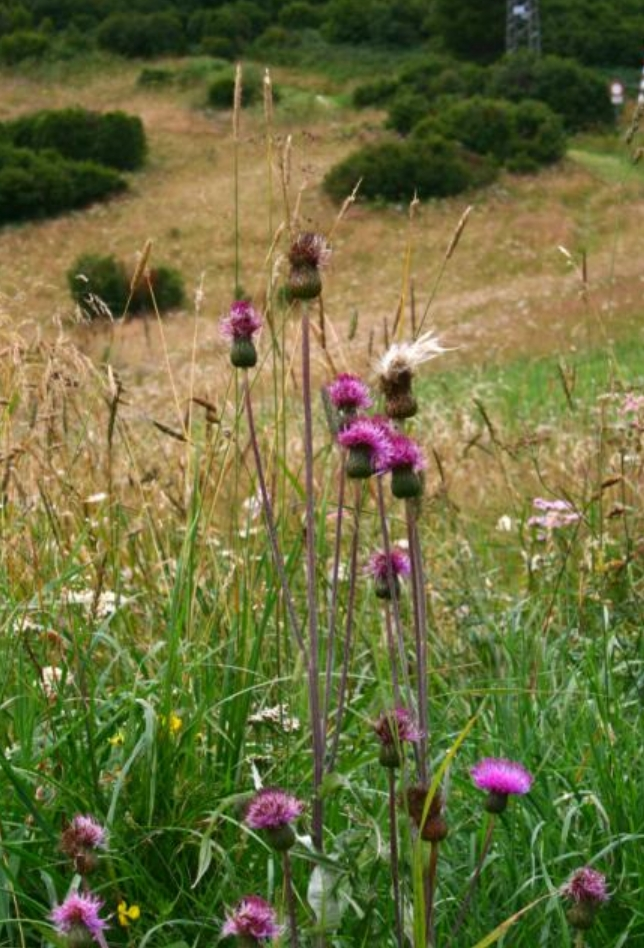